# Satanisme LaVeyen
Pour les articles homonymes, voir Satanisme.
 (avril 2008).
Si vous disposez d'ouvrages ou d'articles de référence ou si vous connaissez des sites web de qualité traitant du thème abordé ici, merci de compléter l'article en donnant les références utiles à sa vérifiabilité et en les liant à la section « Notes et références ».
Le satanisme selon Anton Szandor LaVey est une philosophie qui se distingue du culte de Satan ou l'un de ses avatars (voir Luciférisme ou Satanisme théiste), car il ne s'agit pas du culte d'une entité divine ou démoniaque mais d'une « croyance » dans l'égo et l'individualisme, c'est-à-dire que le but premier de cette philosophie satanique est de croire en soi-même.
Cette philosophie a été développée par Anton Szandor LaVey, qui prône la totale liberté des hommes de ne pas suivre les dogmes religieux ni de vénérer aucune divinité et d'être leur propre dieu.

## Origine
La Bible Satanique d'Anton Szandor LaVey, publiée en 1969, est l'acte de naissance de la philosophie sataniste Laveyenne. Trois ans auparavant, le 30 avril 1966, LaVey avait fondé l’Église de Satan à San Francisco, dans un acte symbolique pour rassembler des individus liés par le mythe du Prince des Ténèbres.  LaVey puise son inspiration de Darwin, Jung, Reich et de la philosophie objectiviste d’Ayn Rand ainsi que chez Nietzsche.

## Philosophie
« Le satanisme est la seule religion qui pousse à encourager et à mettre en valeur ses préférences individuelles, aussi longtemps que ces besoins sont communément admis. Ainsi, cette religion personnelle et indélébile (l'image) s'intègre dans un parfait cadre. C'est une célébration de l'individualité sans hypocrisie, de la solidarité sans pitié, de la subjectivité objective. »

LaVey a une idée précise, née de son observation des comportements humains, de la philosophie de vie qu’il veut édicter. Il récupère notamment dans un livre oublié Might is Right de Ragnar Redbeard des éléments pour Le Livre de Satan.

« Mieux vaut régner en Enfer que servir au Paradis." »

— John Milton, Paradise Lost, Livre I, vers 263